# Nedre Svartlidtjärnen
Nedre Svartlidtjärnen är en sjö i Piteå kommun i Norrbotten och ingår i Rokåns huvudavrinningsområde.